# HD 178428
HD 178428，又名BD+16 3752，SAO 104511、HR 7260，是一颗恒星，视星等为6.07，位于銀經49.8，銀緯4.07，其B1900.0坐标为赤經19h 3m 28.1s，赤緯+16° 4.07′ 16″。